# L'Œil de Vichy
L'Œil de Vichy és una pel·lícula documental dirigida per Claude Chabrol, estrenada el 1993.

## Argument
Aquesta pel·lícula està realitzada només d'imatges d'arxiu: els noticiaris oficials emesos en les pantalles franceses durant 1940 i 1944 (l'ocupació nazi). Aquells noticiaris eren controlats pel govern de Vichy, que col·laborava amb els nazis, així la majoria d'ells són propaganda.

## Repartiment
Michel Bouquet ... Narrador (veu) 
Personatges que surten:
- Maquisard Alfonso ... Ell mateix (imatges d'arxiu)
- General Bergeret ... Ell mateix (imatges d'arxiu)
- Jean Bichelonne ... Ell mateix (imatges d'arxiu)
- Maquisard Boczov ... Ell mateix (imatges d'arxiu)
- Pierre Boisson ... Ell mateix (imatges d'arxiu)
- Abel Bonnard ... Ell mateix (imatges d'arxiu)
- René Bousquet ... Ell mateix (imatges d'arxiu)
- Amédée Bussière ...Ell mateix (imatges d'arxiu)
- Préfet Carle ... Ell mateix (imatges d'arxiu)
- Procureur Cassaigneau ...Ell mateix (imatges d'arxiu)
- Marcel Cerdan ... Ell mateix (imatges d'arxiu)
- François Darlan ... Ell mateix (imatges d'arxiu)
- Joseph Darnand ... Ell mateix (imatges d'arxiu)